# Tagányi Károly
Tagányi Károly József Ferenc (Nyitra, 1858. március 18.  – Budapest, 1924. szeptember 9.) levéltáros, történész, etnográfus, miniszteri osztálytanácsos, a Magyar Tudományos Akadémia rendes tagja.

## Életútja

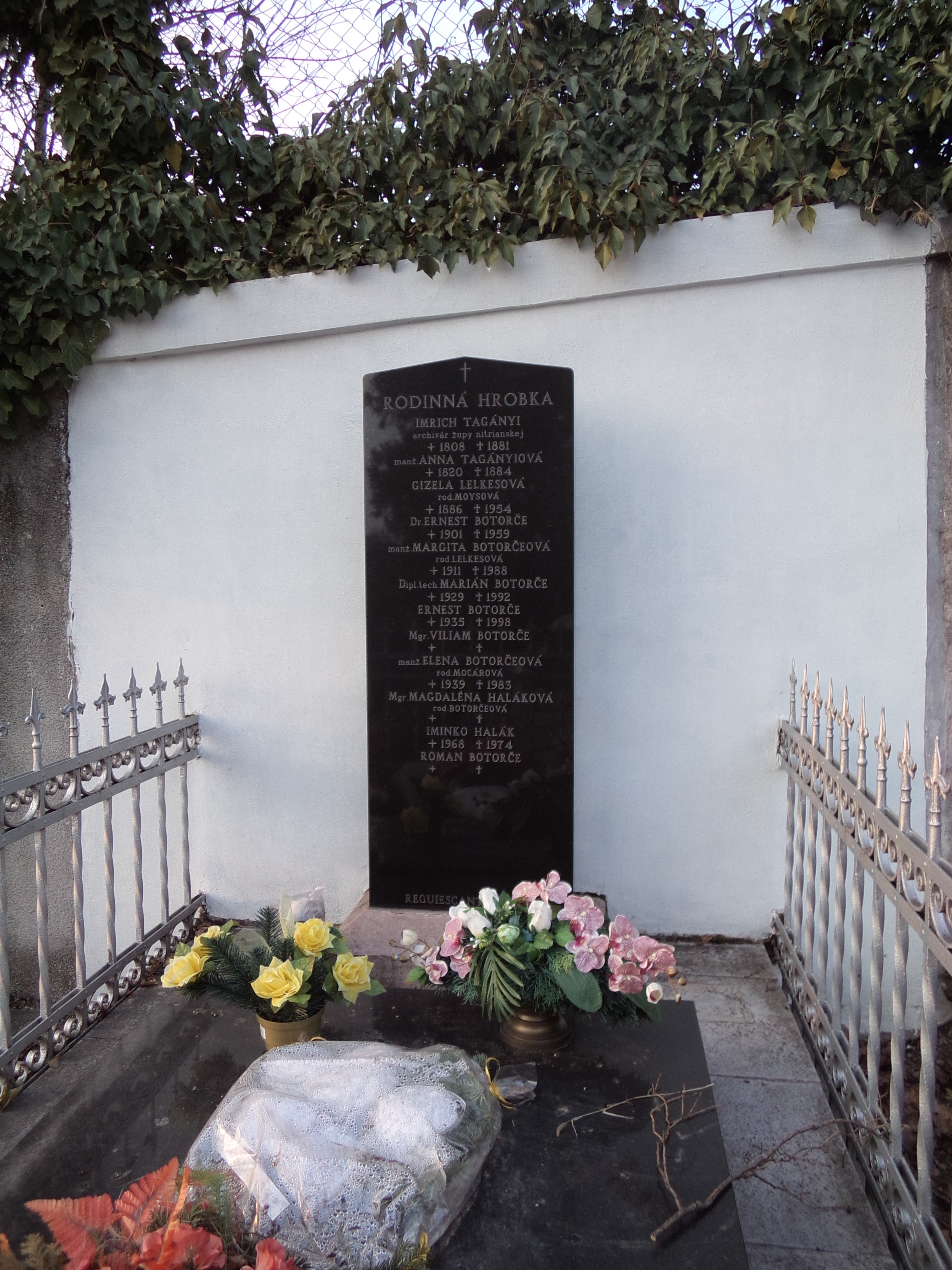
Tagányi Imre családi sírja Nyitrán

Német eredetű polgárcsalád gyermekeként született. Szülei Tagányi Imre Nyitra vármegye levéltárnoka és Stepánek Anna, testvére Franciska Terézia (1856) volt. A gimnáziumot 1868 és 1876 között a nyitrai piaristáknál végezte, ösztöndíjjal. 21 évesen fejezte be a Budapesti Tudományegyetemen bölcsész tanulmányait, s 1879-től a Magyar Királyi Országos Levéltárba került, ahol nyugdíjazásáig dolgozott.

### A M. Kir. Országos Levéltárban
Pauler Gyula főlevéltáros mellett kezdve a levéltáros szakmát, a napi ügyek intézésén túl a heraldika, a genealógia, a helytörténet és a levéltártudomány ágaiban is jelentős rendszerezési és publikációs munkát végzett. 'Forrásgyűjtései' révén a Nemzeti Múzeum és az Országos Levéltár anyagának teljes körű ismerőjévé vált. E munka legkorábbi eredményei a levéltár 1690-1691 előtti hercegi, grófi, bárói, honossági és nemesi okleveleinek közlése (a 'Turul' folyóiratban), valamint 'Magyarország hatósági címertárának' összeállítása. Szorosan vett levéltári munkájában áttekintő leltárt készített a Régi Országos Levéltárról és a két (magyar és erdélyi) kancelláriai levéltárról. A három kis füzetben megjelenő segédlet korát megelőzve, egyben hivataltörténeti összefoglalókat is tartalmazott. Csánki Dezsővel európai szintű tervezetet dolgozott ki az akkor közel 40000 Mohács előtti oklevél regesztázásáról, kialakította a levéltár nagy értékű pecsétgyűjteményét, s módszertani elveket fogalmazott meg a levéltár költözésével kapcsolatban a mintaállványozásról is. A bécsi magyar levéltáros-történész körökkel is társasági kapcsolatban álló fiatal levéltáros képét színezi egy korabeli írás: „Pauler Gyula … rendszeretete mellett is sokat elnézett két zseniális ifjú tisztviselőjének, Zilahinak és Tagányi Károlynak, kik a nyolcvanas évek első felében dr. Réthy László akkori múzeumi segédőr társaságában, mint elválhatlan barátok, sok víg estét és éjszakát mulattak át együtt…”

Történészként a millenniumra tervezett megyetörténeti monográfiák készítésének módszertanát kidolgozta. Széles körű település-, jog-, és társadalomtörténeti forrásfeltárást végzett a Nyitra megyei kötethez, de ez végül nem az ő tollából látott napvilágot. Az 1900 és 1905 között 7 kötetben megjelent Szolnok-Doboka megyét leíró kötetben a vármegye történetét ő írta meg. Szinte valamennyi európai nyelven olvasott. 1900-ban nevezték ki országos levéltárnokká.

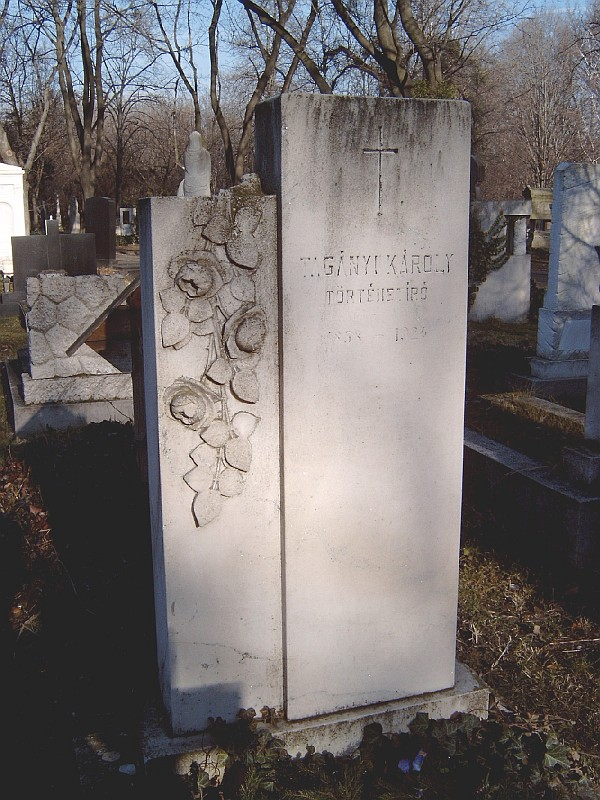
Tagányi Károly történész sírja a budapesti Kerepesi úti temetőben.

### Nyugdíjazás
Az 1917. évi köztisztviselői létszámleépítéskor szám feletti állományba került, s 1919 márciusában hirtelen nyugdíjazták, amelyben az ellene folytatott intrikáknak is szerepe volt. Tagányi Károly „nagy értékű örökséget hagyott ránk, de tudományából még többet vihetett halálával sírjába”, s kézirathagyatéka nagyobb, mint publikált öröksége – írta Csánki Dezső. Személyes kéziratos hagyatékának nagyobb része az Országos Széchényi Könyvtár Kézirattárában található.

### Tudományos társasági tagsága
Nyugdíjazása után a Magyar Néprajzi Társaság elnökévé választották, tagja volt a Szent István Akadémiának, a Magyar Történelmi Társulat és a Magyar Heraldikai és Genealógiai Társaság igazgató-választmányának, továbbá a Magyar Nyelvtudományi Társaság választmányának. A Magyar Tudományos Akadémiának 1897-től levelező, 1918-tól rendes tagja volt. A királyi vármegye nemességének helyzetéről írott rendes tagsági akadémiai székfoglalóján dolgozott, amikor rövid betegség után, 1924. március 9-én, Budapesten meghalt. Egyszerű, komoly sírja a Kerepesi temetőben áll.

## Munkássága

### Történelem-szemlélete
Pályatársa, Csánki Dezső visszaemlékezése szerint kezdő levéltáros korában Tagányi évekig „Taine-rajongó volt”.  Hippolyte Taine-nek, a pozitivista történetírás egyik jeles képviselőjének miliő-elmélete nagy hatással volt rá, de később a századvég szociológiai irányzata, a német történetírás kritikai filológiai iskolája, s a korai összehasonlító etnológia módszertana volt jellemző munkásságára.
Az 1894-ben alapított, Európában is úttörő Magyar Gazdaságtörténelmi Szemlének (kezdetben Paikert Alajossal együtt) szerkesztője volt. A később “gazdaság és társadalomtörténeti iskolaként” meghatározott történetírói irányzat e folyóiratának fő munkatársai, s egyben az irányzat vezető képviselői, Tagányi Károly, Takáts Sándor, Acsády Ignác, Kováts Ferenc voltak. Jelentősége abban állt, hogy képviselői a nemzeti romantikus irányzattal szemben sokkal inkább gazdaság- és társadalomtörténeti kérdésekkel foglalkoztak. A nemzeti történelem lényegét is egyfajta civilizáció- és művelődéstörténetként fogták fel, forrásbázisát kibővítették, s fontosnak tartották a rokon tudományokkal (néprajz, nyelvészet, szociológia, közgazdaságtan, földrajztudomány) való együttes szemléletmódot. Máig legfontosabb itt megjelent munkája „A földközösség története Magyarországon”, de még számos témában (három nyomású rendszer, kereskedelmi kérdések, vadászattörténet) írt hosszabb-rövidebb tanulmányokat. E folyóiratban összesen 42 dolgozata és 16 kisebb adatközlése jelent meg.  1901 májusában (8. évf.) búcsúzott a lap a szerkesztéstől megvált Tagányitól, s mint írták „a folyóiratot a már kezdetkor elért magas színvonalon tartotta meg, … s minden lapjába a saját, soha nem pihenő munkásságának szellemét lehelte”.

### Erdészettörténeti művéről
Az Országos Erdészeti Egyesület választmánya 1893. évi ülésén Bedő Albert indítványozta, hogy „egy ahhoz értő szakember által, gyűjtessenek össze mindazon kiadott vagy kiadatlan okiratok, amelyek a magyar erdőgazdaság fejlődését a honfoglalástól kezdve 1867-ig feltüntetik”. A közgyűlés az indítványt elfogadta és az igazgatóválasztmány Tagányi Károlyt – az akkor már neves agrártörténészt – bízta meg a munka elkészítésével, mely nagyon rövid idő alatt, már 1896. májusára megjelent. A "Magyar erdészeti oklevéltár" 3 kötetében, 2424 oldalon, 772 oklevél található. A szerkesztő Tagányi Károly – az egybegyűjtött oklevelek alapján az első kötet elején – 47 oldalas tanulmányban vázolta fel a magyar erdőgazdaság fejlődését a kiegyezésig (1867).

### Egyéb munkáiról
Árpád-korral kapcsolatos kutatásai az 1910-es évektől láttak napvilágot, főként a Történeti Szemle hasábjain Erdélyi László Gyulával folytatott vita kapcsán. 1922-ben foglalta össze véleményét a Néprajzi Társaság által kiadott „Társadalomtudomány” c. folyóiratban „Vázlatok a régibb Árpád-kor társadalomtörténetéből” címmel.

### Az etnográfus
„A hazai élő jogszokások gyűjtéséről” (1919) című, nyugat-európai és orosz forrásfeltárásokon alapuló munkájában a népi jogélet kutatásának adott ösztönzést. A jogszokások néprajzi kutatásának nyitányaként, bár „elszigetelten egyedülálló és különleges” teljesítményeként, Tagányi Károly könyvnyi terjedelmű nagy tanulmányát szokták volt méltatni a társadalomnéprajz, illetve a jogszokások kutatástörténetének összefoglalásai. Kiemelvén azt is, hogy szerzője, bár afféle gyűjtési vezérvonalnak szánta dolgozatát, korántsem csak aktuális gyűjtési feladatokra figyelmeztetett, hanem a családi viszonyok és az öröklési rendszerek mind etnológiai, mind jogtörténeti távlatait gondosan felvázolta. Vitathatatlanul jogos az úttörő érdem hangoztatása, hiszen a történész Tagányi ez alkalommal – előiskolájától többé-kevésbé függetlenedve – nem jogelméleti, sokkal inkább etnológiai szemléletű és módszerű összehasonlításokkal alapozta meg az „élő jogszokásokban” benne rejlő jogtörténeti, s ezen túl: általánosabb művelődéstörténeti tanulságok elemzésének lehetőségeit. Talán egy ennyire nagyszabású terv kivitelezésére alkalmatlan időpontban jutott el a megfogalmazásig Tagányi kezdeményezése, mindenesetre a remélt termékenyítő hatásnak alig-alig lehet bizonyítékait találni az elkövetkező évtizedek publikációiban.

## Online megtekinthető művei
- Kádár József – Réthy László – Tagányi Károly: Szolnok-Doboka vármegye monographiája, I-VII. Dés, 1900-1905.
- Erdészeti oklevéltára (teljes szöveggel a Pécsi Tudományegyetem Könyvtárának KlimoTheka Könyvtárában) Archiválva 2007. augusztus 20-i dátummal a Wayback Machine-ben
- A földközösség története Magyarországon. In: Magyar Gazdaságtörténeti Szemle 1, 1894.[halott link]
- A hármas-nyomású rendszer behozatala Erdélyben. In: Magyar Gazdaságtörténelmi Szemle, 1894.[halott link]
- A modern erdészeti kultúra keletkezése hazánkban. In: Magyar Gazdaságtörténelmi Szemle, 1896. Archiválva 2007. augusztus 19-i dátummal a Wayback Machine-ben
- Tagányi Károlytól, mint szerkesztőtől búcsúzik dr. Kováts Ferenc. In: Magyar Gazdaságtörténelmi Szemle, 1901. Archiválva 2007. augusztus 19-i dátummal a Wayback Machine-ben
- Tagányi Károly: Válasz dr. Erdélyi László megjegyzéseire. In: Történeti Szemle, 1914/3. 435–451.[halott link]
- Tagányi Károly: Felelet dr. Erdélyi Lászlónak « Árpádkori Társadalomtörténetünk Legkritikusabb kérdései »-re. 1–3. = Történeti Szemle, 1916/2. 296–320.; /3. 409–448.; /4. 543–608. /K/.[halott link]
- Tagányi Károly: Megyei önkormányzatunk keletkezése. Kiad.: MTA, Bp., 1899-1900 /Értekezések a történettudomány köréből 18. köt/
- Nagy Imre – Schönherr Gyula – Tagányi Károly: Adatok a magyarországi középkori könyvtárak történetéhez In: Magyar Könyvszemle, 1889. (14. évf.) 1-4. sz. 88-98. old.

## Művei
- Tagányi Károly jegyzéke a Magyar Országos Levéltárban a magyar és erdélyi udvari kancellária fölállításáig található herczegi, grófi, bárói, honossági és nemességi okleveleknek. Budapest, M. Kir. Országos Levéltár, 1886
- Tagányi Károly – Pettkó Béla: Pótlék Tagányi Károly nemesi jegyzékéhez. In: Turul VI. k. Appendix. Budapest, 1888
- Megyei önkormányzatunk keletkezése. Akadémiai székfoglaló. 1899
- Lebende Rechtsgewohnheiten und ihre Sammlung in Ungarn. Gruyter, Berlin-Lipcse. 1922

### Folyóiratokban (vegyes)
- A művészetek története…, In: Archaeologiai Értesítő, Új Folyam, V. köt., 1885, 238-241.
- Apróságok megyénk multjából. Nyitramegyei Közlöny 1886/32.
- Adatok megyénk múltjához a XVI-XVII. századból. Egy női szörny. In: Nyitramegyei Közlöny (Nyitra, 1887) 7. évf. 35. sz.
- Jelentés a Gorove-pályázatról. In: MTA Értesítő, 1914. 337.
- Gyepü és gyepüelve. In: Magyar Nyelv, 1914–15.
- Vármegyéink eredetének kérdése. 1–. [A folytatás nem jelent meg.] In: Történeti Szemle, 1913/4. 510–541. /É/.
- Alte Grenzschutz-Vorrichtungen und Grenz-Ödland – gyepü und gyepüelve. Ungarische Jahrbücher I, 105-121. 1921.
- Falu– és  földközösség. Címszó:  Közgazdasági lexikon.  I. köt Bp. Pallas, 1898. 611–620.

### ASzázadok c. folyóiratban
- Nyitra-megye német telepeinek eredete In: Századok, 1880. (14. évf.) 1. sz. 64-68. old.
- Thurzó Szaniszló háztartásáról In: Századok, 1880. (14. évf.) 9. sz. 751-755. old.
- Valami a "comes" szóról In: Századok, 1881. (15. évf.) 6. sz. 516-519. old.
- Szolgagyőr : Első és második közlemény In: Századok, 1882. (16. évf.) 4. sz. 312-323. old. és 5. sz. 388-398. old.
- (Recenzió) Beregvármegye monographiája. Irta Lehóczky Tivadar. I-II. köt. Ungvártt, 1881 Századok, 1882. (16. évf.) 2. sz. 156-161. old.
- (Recenzió) Ortvay Tivadar: Magyarország régi vízrajza a XIII. század végéig. I. II. kötet. Budapest, 1882 In: Századok, 1883. (17. évf.) 2. sz. 169-174. old.
- Válasz In: Századok, 1883. (17. évf.) 3. sz. 293-295. old.
- Styl és történelem : jegyzetek az ötvösműkiállításról. In: Századok, 1884. (18. évf.) 6. sz. 493-503. old.
- Vélemény a megyei monográfiák tervrajza ügyében c. vitairatra. In: Századok, 1894.
- Nagy Gyula – Csánki Dezső – Tagányi Károly: A helynévváltoztatások tárgyában az Erdélyrészi Kárpát-Egyesület megkeresésére kiküldött bizottság szakvéleménye . előadatott a M. Tört. Társulat 1893. decz. 7-iki vál. Ülésében, In: Századok, 1894. (28. évf.) 2. sz. 166-169. old.
- Jelentés a társulatnak Sasinek Ferencztől ajándékozott kéziratokról. In: Századok, 1897. (31. évf.) 7. sz. 646-647. old.
- A régi Országos Levéltár In: Századok, 1897. (31. évf.) 8. sz. 688-698. old.
- A magyar udvari kanczelláriai levéltár : első és második közlemény, In:  Századok, 1897. (31. évf.) 10. sz. 939-947. old. és 1898. (32. évf.) 1. sz. 42-56. old.
- Az erdélyi udvari kanczelláriai levéltár  In: Századok, 1898. (32. évf.) 2. sz. 129-138. old.
- Jelentés a nyitramegyei helynév magyarositások ügyében In: Századok, 1898. (32. évf.) 10. sz. 950-953. old.

### Az Ethnographia c. folyóiratban
- A hazai élő jogszokások gyűjtéséről. I–II. In: Ethnographia XXXVIII. 1917. 42–58., 196–223.
- A magyarok házassági szokásairól. In: Ethnographia 1917